# Луций Валерий Клавдий Ацилий Присциллиан Максим
Луций Валерий Клавдий Ацилий Присциллиан Максим (лат. Lucius Valerius Claudius Acilius Priscillianus Maximus) — римский государственный деятель начала III века, консул 233 и 256 года. Сделал продолжительную и блестящую карьеру в правление ряда императоров эпохи кризиса III века, занимал множество гражданских и военных должностей.

## Происхождение
Максим происходил из старинного италийского рода Валериев, чьи корни восходили к фамилии Валериев Максимов, известной ещё во времена Римской республики. Один из легендарных основателей республики Публий Валерий Публикола, по всей видимости, был его предком. Отцом Максима был консул 214 года Луций Валерий Мессала Аполлинарий, а матерью, вероятно, Клавдия Ацилия Присциллиана. Номен «Ацилий» указывает на то, что Максим состоял в родстве с представителями рода Ацилиев Глабрионов. По одной из версий, его мать была сестрой консула 210 года Мания Ацилия Фаустина. Кроме того, историк Кристиан Сеттипани выдвинул гипотезу, согласно которой Луций был внуком консула-суффекта начала III века Тиберия Клавдия Клеобула и Ацилии Фрестаны, сестры Мания Ацилия Фаустина.

## Карьера
Максим начал свой cursus honorum в армии, занимая должность командира кавалерийского подразделения. Потом он последовательно находился на постах монетного триумвира и квестора в неизвестной провинции.
За этим последовало его назначение на должность городского квестора, после чего он находился на посту претора, ответственного за вопросы опеки и попечительства. После этого, в 233 году Максим был назначен ординарным консулом вместе с Гнеем Корнелием Патерном. Имея консульский ранг, Присциллиан стал куратором, ответственным за поддержание в надлежащем состоянии канализации города Рима и берегов реки Тибр.
В 238 году Максим вошёл в число тех представителей италийской знати, которые были задействованы в сенатском восстании против императора Максимина I Фракийца. Он, возможно, сыграл определенную роль в переговорах, которые велись с Гордианом I по поводу провозглашения того императором. Также Максим был комитом нового императора Пупиена. Возможно, он был родственником соправителя Пупиена Бальбина, на что указывает имя сына Максима. В течение этого года Луций также входил в состав коллегии вигинтивиров, состоявшей из двадцати сенаторов, которые временно взяли на себя управление Римским государством. За этим последовало его назначение на пост куратора двух италийских городов — Лавиния и Лаврента.
Видимо, в правление Филиппа Араба Максим впал в немилость. Только при императоре Валериане I он получил возможность продолжить свою карьеру. Около 255 года он занимал должность префекта Рима. Вслед за этим, в следующем году Максим во второй раз стал ординарным консулом вместе с Марком Ацилием Глабрионом, с которым, предположительно, состоял в родстве.
Его сыном, вероятно, был консул 253 года Луций Валерий Клавдий Попликола Бальбин Максим.